# استان کوپیاپو
استان کوپیاپو (به اسپانیایی: Provincia de Copiapó) یک استان در شیلی است که در منطقه آتاکاما واقع شده‌است.

## خصوصیات
استان کوپیاپو ۳۲٬۵۳۸٫۵ کیلومترمربع مساحت و ۱۸۳٬۹۷۳ نفر جمعیت دارد.